# أودو دي بايو
أودو دي بايو (بالفرنسية: Odo De Bayeux) إيرل كنت (1036؟ - 1097) هو إيرل إنكليزي وأسقف بايو في نورماندي والأخ غير الشقيق لوليام الفاتح الذي عينه في أسقفية بايو وهو لا يزال شابا. أود هو ابن هيرلون دي كورتفيل وأرليت، والتي كانت عشيقة روبرت الأول والد وليام. ولكنه كان مشهورا أيضا كمحارب وسياسي، وقام بتنظيم رجال الكنيسة النورمان قبل الإصلاح الكلوني وكانوا من نسل عائلات كبيرة، وحازوا على ثروة الكنيسة.
اشترك أودو مع أخيه ويليام في غزو إنكلترا عام 1066 حيث أحضر سفنا لأخيه وشارك بنفسه في موقعة هاستنجز. وأصبح إيرل كنت في السنة اللاحقة وحاميا لجنوب إنكلترا، وفي غياب وليام حكم البلاد كنائب للملك مع اثنين آخرين وقاد القوات ليخمد الثورات. ولكن في عام 1083 سجن بتهمة جمع القوات دون إذن رسمي، حيث جمعها ليتجه نحو إيطاليا، واتهم بأنه يريد تنصيب نفسه بابا، وعلى الأغلب ذهب لحماية البابا من الإمبراطور هنري الرابع، ثم تم الإفراج عنه عند تولي وليام الثاني عام 1087، ذلك أن وليام الفاتح سمح بإطلاق سراحه على مضض في فراش الموت. وقد ثار أودو ضد الملك الجديد لاعتراضه على منحه المملكة لابن عمه الأكبر الدوق روبرت، ورغم فشل الثورة تم السماح لأودو بمغادرة البلاد، وبعدها رافق روبرت النورماندي، وساهم في الحملة الصليبية الأولى ومات في طريقه للأراضي المقدسة عند بالرمو في فبراير 1097 وكان بين رفاق الدوق روبرت.
لم تذكر الكثير من الحسنات عن أودو، إذ كسب ثروته الطائلة من الابتزاز والنهب، وكان طموحه بلا حدود وكان عديم الأخلاق. ولكنه كان من رعاة التعليم، وكان مهندسا كبيرا مثل كثير من الأساقفة في عهده، وأعاد بناء كاتدرائية كانتربري، ومن المحتمل أنه كان المشرف على نسيج بايو، وهي سجادة طويلة تروي قصة الغزو النورماندي لإنجلترا.